# Rkatsiteli

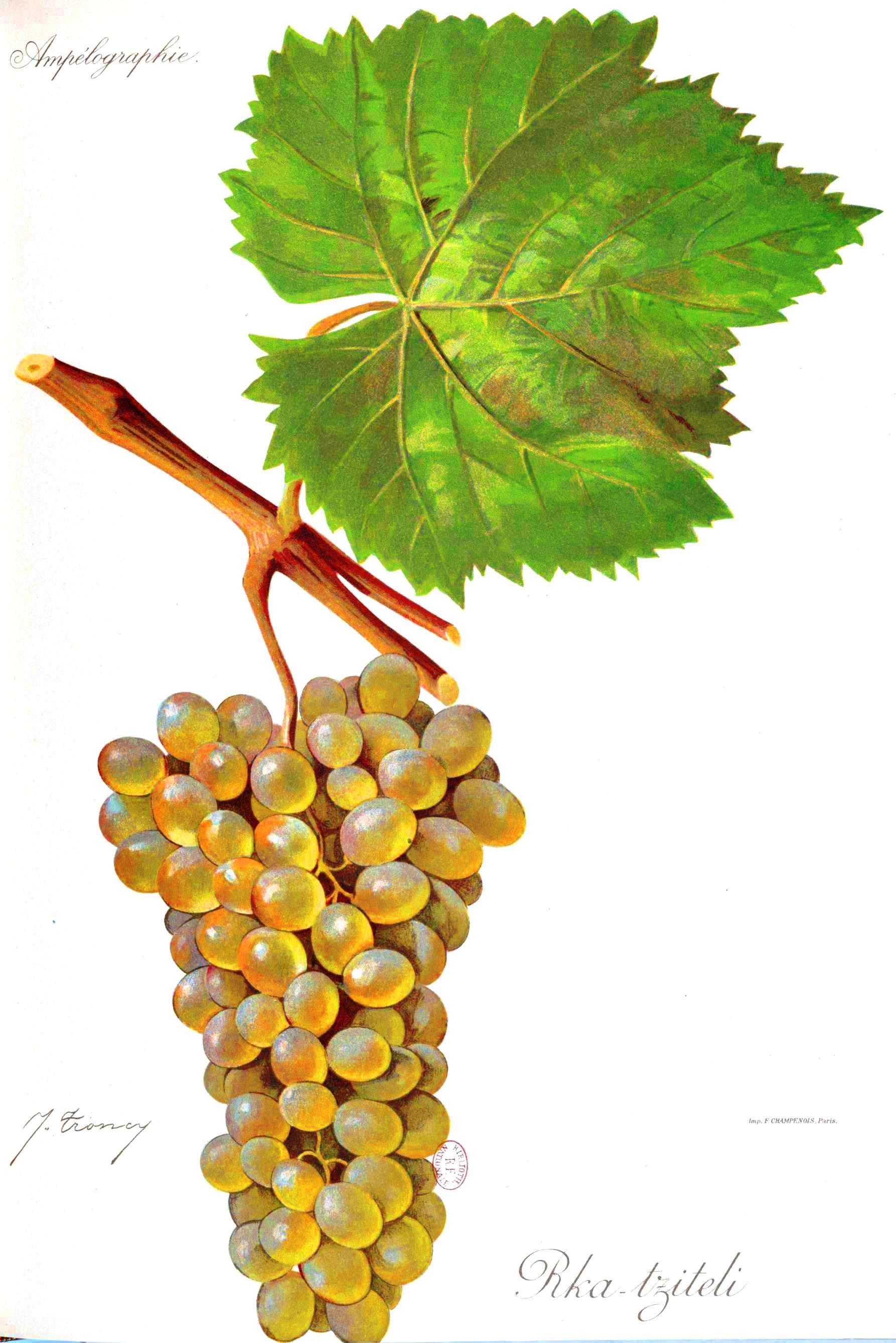

Rkatsiteli (georgiska რქაწითელი) är en grön druva som härstammar från området som utgör nuvarande Georgien i Kaukasus. Namnet betyder "rödstjälk" vilket beror på att druvklasarna har en något rödfärgad stjälk. Rkatsiteli har emellertid över 70 synonymer. Druvan används ofta vid tillverkning av kvevrivin (ibland kallat bärnstensvin) - då med fylliga, tanninrika viner som resultat. Aromer som karamell, honung, stenfrukt, aprikos och kumquat framträder då, samtidigt som tanninhalten efter några års lagring ger vinerna en elegans. Ofta har de orangefärgade kvevrivinerna en nötaktig smak. Tillverkad enligt europeisk metod får Rkatsiteli aromer som citrus, kvitten och äpple. Alkoholhalten kommer lätt upp till 13% och oftast är vinerna från denna druva torra.
Viner tillverkade på Rkatsiteli var jämte den röda Saperavi den stora favoriten under Sovjettiden. (Tätt följt av halvsöta viner från Khvanchkara och Tvishi som är gjorda på druvorna Aleksandrouli och Mujuretuli, respektive Tsolikouri). 
Rkatsiteli är den mest planterade druvan i Georgien och år 2020 upptog den 43% av den totala planterade arealen i landet, vilket innebär 20.000 hektar. Druvan trivs bäst i det torrare klimatet i östra Georgien och det innebär hemprovinsen Kachetien och grannprovinsen Kartlien. Rkatsiteli är mycket frosttålig. Sorten trivs bäst på kalkhaltig jord och det finns runt byarna Kondoli, Tsinandali, Kisiskhevi, Vazisubani och Mukuzani. Om druvan odlas utan bevattning tenderar den att bli lite rosagul i skalet. I östra Georgien angrips den sällan av svampen mildiou. Efter blomning sätter den frukt på bara två tre dagar, vilket är väldigt snabbt. I appellationerna Gurjaani, Tsinandali och Vazisubani blandas den med Mstvane Kakhuri för att vinet skall bli mer aromatiskt. Det mest prestigefyllda vinet gjort med Rkatsiteli är troligen Tsinandalis torra, vilket har tillverkats sedan början av 1800-talet på adelsfamiljen Chavchavadzes gods.
Rkatsiteli odlas också i bl.a. Bulgarien och Rumänien.
Rkatsiteli vardisperi är en variant av druvan som är rosa. Denna upptäcktes av några kvinnor som plockade druvor 1948. De gjorde en ampeleograf uppmärksamm på denna egenhet. Det visade sig att det var en naturligt uppkommen hybrid och den togs tillvara och odlas nu längs Alazani. Den är lite sötare är modersorten och skiljer sig en aning i smaken. Lite mindre fenoler och aningen mer kryddig.
Rkatsiteli Magaracha är en genmanipulerad variant som tagits fram på institutet Magarach i Ukraina. Den skall vara resistent mot svampsjukdomar och extra frosttålig. Men 2010 fanns inga rapporter om att den var i odling.